# El Centre (Suïssa)
El Centre (en alemany: Die Mitte; francès: Le Centre; italià: il Centro; romanx: il Center) és un partit polític de centredreta de Suïssa. Va sorgir al 2021 a partir de la fusió del CVP i del BDP.

## Història
El Partit Popular Democristià i el Partit Democràtic Conservador van mantenir converses del 2012 al 2014 estudiant una fórmula similar a la CDU/CSU alemanya, però no van arribar a cap acord. Al 2019, però, després dels resultats de les darreres eleccions que certificaven una davallada de suport a ambdós partits, van reiniciar les negociacions plantejant una fusió a nivell federal. Finalment, les dues parts van acordar la fusió al setembre de 2020. Tanmateix, a nivell cantonal van permetre mantenir les seves pròpies estructures, deixant cinc anys per prendre una decisió sobre el nom dels partits.
A les eleccions legislatives de 2023, el partit va obtenir el 14% i 29 escons al Consell Nacional i 15 diputats al Consell d'Estats, esdevenint la quarta força al Parlament suís.

## Resultats electorals
| Any  | Vots    | %          | Escons al CN | +/– | Escons al CE | +/- |
| ---- | ------- | ---------- | ------------ | --- | ------------ | --- |
| 2023 | 359,075 | 14.06 (#4) | 29 / 200     | Nou | 15 / 46      | Nou |